# Buddleja megalocephala
Buddleja megalocephala là một loài thực vật có hoa trong họ Huyền sâm. Loài này được Donn.Sm. mô tả khoa học đầu tiên năm 1897.